# Väinö Kokkinen
Väinö Kokkinen (Hollola, Gran Ducat de Finlàndia 1899 - Kouvola, Finlàndia 1967) fou un lluitador finlandès, guanyador de dues medalles olímpiques.

## Biografia
Va néixer el 25 de novembre de 1899 a la ciutat de Hollola, població situada a la província de Finlàndia del Sud, que en aquells moments formava part del Gran Ducat de Finlàndia (ducat depenent de l'Imperi Rus) i que avui en dia es troba a Finlàndia.
Va morir el 27 d'agost de 1967 a la seva residència de Kouvola, població situada a la regió de Kymenlaakso.

## Carrera esportiva
Va participar, als 28 anys, en els Jocs Olímpics d'Estiu de 1928 realitzats a Amsterdam (Països Baixos), on va aconseguir guanyar la medalla d'or en la prova de pes mitjà (-75 kg.) de la modalitat de lluita grecoromana. En els Jocs Olímpics d'Estiu de 1932 a Los Angeles (Estats Units) aconseguí revalidar aquest títol en aquesta mateixa categoria (-79 kg.). En els Jocs Olímpics d'Estiu de 1936 a Berlín (Alemanya nazi) finalitzà en quarta posició, aconseguint així un diploma olímpic.
Al llarg de la seva carrera aconseguí guanyar cinc medalles en el Campionat d'Europa de lluita, una d'elles d'or.